# لجنة ألبان شيكاغو
تم إنشاء لجنة ألبان شيكاغو (ل.أ.ش) في 1908م لمكافحة استهلاك الألبان غير المُبسترة. إذ تم اعتبراها سببًا رئيسيًا في وفاة الرُضع بمقاطعة شيكاغو. تم إنشاء محطات بأرجاء المدينة، والتي بدورها وفرت ألبان مُبسترة بالمجان. أسس فريق عمل ومتطوعي لجنة ألبان شيكاغو جمعية رعاية الرضع بشيكاغو عام 1911م. في عام 1916م، بدأت جمعية منتجي الحليب سلسلة من الإضرابات من اجل زيادة سعر الحليب المدفوع من قِبل وكلاء شيكاغو. بحلول عام 1917م، أدت أسعار الحليب المدفوعة من قِبل تجار شيكاغو إلي انخفاض شديد في الاستهلاك (بنسبة 25% لهذه السنة فقط) متسببة في قلق شديد حول سلامة الأطفال. وضعت لجنة ألبان شيكاغو 13 سنتًا لكل ربع كيلو، أي أقل بسنتٍ واحد من السعر السائد.